# Пицца по-чикагски
Пицца по-чикагски (англ. Chicago-style pizza), также deep dish pizza (пицца в глубоком блюде) — вариант пиццы с высокими бортиками, придуманный в Чикаго. Глубокая сковорода, в которой она выпекается, придает пицце характерно высокий край, который обеспечивает достаточно места для большого количества сыра и густого томатного соуса. Пицца по-чикагски может быть приготовлена как в глубокой посуде, так и в виде фаршированной пиццы.

## Пицца в глубоком блюде
По словам Тима Самуэльсона, официального историка культуры Чикаго, недостаточно документов, чтобы с уверенностью определить, кто изобрел пиццу в глубоком блюде по-чикагски. Часто сообщается, что пицца в глубоком блюде была изобретена в пиццерии Uno в Чикаго в 1943 году основателем Uno Айком Сьюэллом. Однако в статье 1956 года в Chicago Daily News утверждается, что оригинальный рецепт пиццы Уно разработал шеф-повар Руди Мальнати, а Майкл Мор из Chicago Tribune сообщает, что по словам потомка владельцев, Саверио Росати, в меню в Rosati’s Authentic Chicago Pizza с момента открытия заведения в 1926 году, есть глубокая пицца.
Основное различие между пиццей в глубоком блюде и большинством других видов пицц заключается в том, что, как следует из названия, корж у неё очень глубокий или высокий, что создает очень толстую пиццу, которая больше напоминает пирог, чем лепёшку. Хотя вся пицца очень толстая, в традиционной чикагской пицце сама корочка имеет толщину от тонкой до средней.
Пицца в глубоком блюде выпекается в железной сковороде или круглой стальной сковороде, которая больше похожа на форму для торта или пирога, чем на обычную форму для пиццы. Сковорода смазана маслом, чтобы пиццу можно было легко вынуть, а также чтобы создать жареный эффект на внешней стороне корочки. Помимо обычной пшеничной муки, тесто для пиццы может содержать кукурузную муку, манную крупу или пищевой краситель, придающий корочке отчетливо желтоватый оттенок. Тесто прижимается к стенкам сковороды, образуя чашу для очень толстого слоя начинки.
Толстый слой начинки, используемый в пицце в глубоком блюде, требует более длительного времени выпекания (обычно 30-45 минут), что может привести к подгоранию сыра или других начинок, если они используются в качестве верхнего слоя пиццы.
Из-за этого начинки собираются «вверх ногами» по сравнению с их обычным порядком в пицце. Тесто покрыто сыром (обычно моцареллой), за которым следуют различные варианты мяса, такие как пепперони или колбаса, последняя из которых иногда находится в сплошном слое. Затем также используются другие начинки, такие как лук, грибы и сладкий перец.
В качестве завершающего слоя добавляется сырой соус, обычно приготовленный из измельченных консервированных помидоров; хотя иногда для дополнительного аромата добавляют щепотку сыра пармезан.
Обычно при заказе на вынос или с доставкой пицца не разрезается, так как это предотвращает проникновение влаги из соуса и начинки в корж, в результате чего пирог становится сырым.
Некоторые чикагские пиццерии отправляют свою пиццу частично запечённую и замороженную, в пределах континентальной части Соединённых Штатов.
- Пицца в глубоком блюде
- Калифорнийская имитация глубокой пиццы по-чикагски
- Глубокая пицца от пиццерии Lou Malnati's

## Фаршированная пицца
К середине 1970-х две чикагские сети, Nancy’s Pizza, основанная Рокко Палезе, и Giordano’s Pizzeria, управляемая братьями Эфреном и Джозефом Больо, начали экспериментировать с глубокой пиццей и создали фаршированную пиццу. Палезе основывал свое творение на рецепте его матери для scarciedda, итальянского пасхального пирога из его родного города Потенца. Статьи в журнале Chicago Magazine, посвящённые Nancy’s Pizza и фаршированной пицце Джордано, популяризировали это блюдо.
Фаршированная пицца часто даже глубже, чем пицца в глубоком блюде, но в остальном может быть трудно увидеть разницу, пока её не разрежут.
Фаршированная пицца обычно имеет гораздо большую плотность начинки, чем пицца любого другого типа. Как и в случае с пиццей в глубоком блюде, слой теста образует «миску» в сковороде с высокими бортами, и туда добавляются начинки и сыр. Затем сверху идет дополнительный слой теста, который прижимается к бокам коржа. На этом этапе верхняя часть тонкого теста имеет округлый куполообразный вид.
Производители пиццы часто делают небольшое отверстие в верхней части «крышки», чтобы воздух и пар могли выходить во время приготовления, для того, чтобы пицца не взорвалась. Обычно, но не всегда, перед выпеканием пиццы на верхний корж наливают томатный соус.

## Пицца на тонком тесте
Обычно пицца по-чикагски имеет толстую корочку, но существует также вид пиццы на тонком корже, который можно найти в Чикаго и в остальной части Среднего Запада. Корж делается тонкий и достаточно твердый, как крекер, чтобы хрустел, в отличие от пиццы по-нью-йоркски.
Эта пицца нарезана на квадраты, также известные как «таверна» или «нарезка для вечеринки», в отличие от традиционных треугольников или клиньев.

## Начинки
Типичные начинки, обычно встречающиеся в пицце в Америке (например, колбаса, пепперони, лук, грибы и т. д.), также являются стандартными в пиццериях Чикаго; однако опрос 2013 года показал, что, хотя самой популярной начинкой для пиццы в остальной части большей части Соединённых Штатов является пепперони, в Чикаго самой популярной начинкой для пиццы является луканская колбаса. В дополнение к стандартным начинкам, многие местные пиццерии также предлагают чикагские варианты начинки, такие как итальянская говядина и джардиньера — итальянские маринованные овощи в уксусе или масле.